# Txiki Begiristain
Aitor Begiristain, plus connu comme « Txiki » Begiristain, né le 12 août 1964 à Olaberria (Pays basque, Espagne), est un footballeur espagnol reconverti en directeur technique. Comme joueur il évolue au poste de milieu offensif. Il fait partie de la « dream team », surnom du FC Barcelone de Johan Cruyff de 1988 à 1995. Il a été considéré comme un des meilleurs ailiers gauches espagnols. Il est passé par divers clubs dont la Real Sociedad de Saint-Sébastien, le FC Barcelone, le Deportivo La Corogne. Il est international avec la sélection espagnole.
Aitor Begiristain est nommé en 2003 directeur sportif du FC Barcelone par le président Joan Laporta. Il quitte ce poste le 30 juin 2010. Sous sa direction technique, en six saisons le club a gagné deux des cinq Ligues de champions que possède le club (2005-2006 et 2008-2009), quatre championnats d'Espagne et une Coupe du Roi.
Dans son palmarès comme joueur figurent une Coupe d'Europe, quatre championnats d'Espagne et deux Coupes du Roi.
En octobre 2012, il devient directeur technique de Manchester City.

## Biographie

### Real Sociedad
Txiki Begiristain intègre la Real Sociedad de Saint-Sébastien en 1980, à l'âge de 16 ans, après avoir joué deux saisons au club de Segura, et deux dans celui d'Olaberria. Il commence à jouer dans la filiale de la Real, le Sanse, mais intègre tôt l'équipe première sous la direction d'Alberto Ormaetxea lors de la saison 1982-1983.
Begiristain joue six saisons au Real, jusqu'à la saison 1987-1988. Pendant cette période il fréquente une grande génération de joueurs de football comme Luis Arconada, Roberto López Ufarte, José Maria Bakero, Jesus Mari Zamora, Jesús María Satrústegui, ou Luis López Rekarte. Avec eux il gagne une coupe du Roi (1986-1987).
Son dernier grand match avec la Real est curieusement la finale de la coupe de la saison 1987-1988 que l'ensemble donostiarra (gentilé de Saint-Sébastien) perd (0-1) face au FC Barcelone, club avec lequel il signe la saison suivante avec José Maria Bakero et Luis López Rekarte et dont la participation aux compétitions européennes dépend, précisément, de la victoire dans cette finale. Cela fera dire à une bonne partie des supporters que l'attitude de ces trois joueurs dans ce match a été suspecte.

### FC Barcelone
Txiki Begiristain est arrivé au FC Barcelone avec deux autres ex-joueurs de la Real Sociedad (José Maria Bakero et Luis López Rekarte) l'été 1988, au même moment que Johan Cruyff pour prendre en charge le banc des bleu et grenat. On dira toujours que les trois joueurs basques n'avaient pas reçu l'aval de Cruyff, mais Javier Clemente, qui  avait été celui choisi au début par le président Núñez pour diriger l'équipe de Barcelonne.
Ce qui est certain c'est que les trois joueurs, en particulier Begiristain et Bakero, sont rapidement devenus les pièces de base du projet de Cruyff, qui construira le meilleur FC Barcelone qu'il ait été vu jusque-là, si l'on se réfère aux titres.
Begiristain est resté sept saisons dans l'équipe catalane, jusqu'en 1995. De tous les joueurs, appelés du Dream Team (Zubizarreta, Bakero, Koeman, Laudrup, Stoichkov, Guardiola, Romário…) Johan Cruyff a toujours dit que Txiki était le plus intelligent.
Il a commencé à jouer comme ailier gauche, poste dans lequel il avait été remarqué dans la Real Sociedad. Mais peu à peu et avec l'évolution  des tactiques qu'expérimente Cruyff, il termine en jouant dans chacun des postes d'attaque ou avant-centre. L'équipe de Cruyff (jusqu'à l'arrivée de Romário) ne jouait pas avec un avant centre statique. Les ailes changeaient constamment de position, déroutant ainsi les défenseurs adverses, et en cherchant les espaces entre des lignes. Cette approche a aidé Txiki à montrer les meilleures de ses qualités. Sa rapidité de mouvements, son jeu au premier contact, sa facilité dans la relance et l'assistance étaient une menace constante pour les adversaires. À cela, il convient d'ajouter la fréquence avec laquelle il marquait des buts en venant de l'arrière.
Tout cela, ainsi que son caractère extraverti et la sympathie, et au fait d'être un des premiers joueurs non catalans qui se sont efforcés d'apprendre et parler le catalan, l'a transformé en préférés des aficionados (supporters).
Durant ses sept saisons à Barcelone il accumule une importante collection de titres. Il a gagné, comme titres des plus importants, quatre Ligues espagnoles consécutives, entre 1991 et 1994, et la Coupe d'Europe de 1992, au stade londonien de Wembley, bien que Txiki assiste à ce match depuis le banc.
Txiki joue à nouveau (cette fois comme titulaire) à une autre finale de la Ligue des champions (après la finale de 1992 le nom de la compétition a changé). Il s'agit de 1994 que l'équipe catalane a perdu devant l'AC Milan par 0-4, à Athènes, trois jours après avoir gagné la ligue espagnole.
Après cette défaite européenne, le FC Barcelone engage une restructuration de l'équipe qui touchera Txiki un an plus tard. Le club le lâche en 1995, mettant ainsi fin au passage chez les bleu grenat de Txiki comme joueur. Et seulement comme joueur car, huit ans plus tard, en 2003, il retourne au club comme directeur sportif, assumant les tâches de création d'une équipe dans le groupe de Joan Laporta.

### Deportivo La Corogne
Maintenant libre, Txiki peut négocier avec plusieurs clubs, qui pourront le libérer sans devoir casser le contrat. Begiristain a été sur le point de jouer à l'Athletic Club de Bilbao, mais il a finalement opté pour le Deportivo La Corogne, qui était déjà devenu un des plus grands du football espagnol et dont l'entraineur était alors le gallois John Benjamin Toshack, son ancien entraineur à la Real Socieded, avec lequel il entretenait d'excellentes relations.
Txiki a joué deux ans dans l'équipe galicienne, les saisons 1995-1996 et 1996-1997, avec une participation inégale dans l'équipe. La première année il est le titulaire indiscutable, joue 33 matchs de la Ligue et marque deux buts. Mais le Deportivo, bien qu'il ait formé une équipe pour tenter d'être champion, n'a pas les résultats escomptés et finit en neuvième position, loin des places européennes.
La seconde année sera meilleure pour le Deportivo, qui termine troisième dans la Ligue, mais pire pour Txiki qui, avec le nouvel entraineur a joué seulement 10 matchs de Ligue.
Le 22 juin 1997 Txiki Begiristain a joué celui qui sera non seulement son dernier match avec le Deportivo de La Corogne, mais aussi son dernier match officiel en Espagne. C'était lors de la dernière journée de la saison où s'affrontaient à Riazor le Deportivo et le Club de Fútbol Extremadura. Le match s'est terminé par la victoire galicienne de 1 à 0. Le but a été marqué par Txiki.

### Fin de carrière au Japon
Dans les deux saisons suivantes Txiki jouera dans l'équipe Urawa Red Diamonds, où il terminera sa carrière sportive.

### Sélection espagnole
Txiki a joué un total de 22 matchs avec la sélection espagnole de football, dans laquelle il marquera un total de six buts. Il débute dans la sélection le 24 février 1988, dans le match Espagne- Tchécoslovaquie (1 - 2), avec Javier Clemente comme sélectionneur. Avec la sélection il participe au Championnat d'Europe de football 1988 et à la Coupe du monde de football de 1994 aux États-Unis. Dans ce mondial il a joué précisément son dernier match avec la sélection, le 2 juillet 1994. Il s'agit d'un Espagne-Suisse de huitièmes de finale que gagne l'Espagne par 3 à 0, et dans lequel Begiristain marque un des buts.
Dans ses 22 matchs avec la sélection, il a gagné 12 matchs, 4 nuls et perdu 6.

### Commentateur et présentateur de télévision
Une fois retiré de la pratique sportive, Txiki s’établit à Maresme proche de Barcelone, en Catalogne. De là il peut suivre de très près l'actualité du FC Barcelone. D'abord, il intègre l'équipe des vétérans du club, avec lequel il continue encore à s'entrainer chaque semaine et en jouant des matchs et des tournois amicaux. Puis il collabore régulièrement avec divers médias en tant que commentateur des matchs du FC Barcelone. Il devient un des commentateurs vedettes de TV3, la télévision autonome de Catalogne, dans laquelle il devient coprésentateur dans l'espace El Vestidor.

### Directeur technique du FC Barcelone
En 1999 Txiki Begiristain décide de se présenter aux élections à la présidence du FC Barcelone comme membre de la candidature du publicitaire Lluís Bassat, dans lequel se trouve aussi Joan Laporta. Bassat a annoncé que s'il gagnait les élections la charge de directeur sportif du club serait occupée par Txiki, et celui-ci a activement pris part dans la campagne électorale. Johan Cruyff, bien qu'il n'ait pas révélé explicitement son intention de vote, a en effet a déclaré publiquement que Txiki Begiristain serait le directeur sportif idéal pour le club barcelonais. Bassat perd cette élection face au candidat Joan Gaspart, qui devient président. Txiki redevient alors commentateur et présentateur sportif sur TV3.
Durant l'année 2003 de nouvelles élections s'organisent pour la présidence du FC Barcelone. L'équipe de Lluís Bassat se représente, mais en deux groupes en raison de divergences internes. Le jeune avocat Joan Laporta a formé une candidature propre, proposant une rupture totale avec le passé. Dans sa candidature figurait comme directeur sportif Txiki Begiristain, qui s'est aussi dégagé de Bassat. Ce dernier a alors présenté Josep Guardiola comme son candidat pour la direction sportive.
Le modèle sportif présenté par Laporta et Begiristain consistait à créer un cercle vertueux par la combinaison d'engagements de joueurs médiatiques, mondialement connus, et l'intégration dans l'équipe première de joueurs professionnels. Un autre des objectifs était que l'ensemble soit formé par de jeunes joueurs qui n'avaient pas encore gagné de titres et qui étaient motivés pour les obtenir.
Cette proposition a séduit les partenaires barcelonais et, contre toute attente, Joan Laporta gagne les élections par une vaste majorité, et Txiki Begiristain devient le directeur sportif du club.
Sous sa direction technique (et avec le soutien personnel de Johan Cruyff), le FC Barcelone a engagé comme entraineur Frank Rijkaard, et des joueurs comme Ronaldinho, Deco ou Samuel Eto'o, qui ont remis de nouveau le club dans l'élite du football européen. Le 14 mai 2005, le FC Barcelone obtient, à trois journées de la fin, le titre de champion de la Ligue espagnole de football lors de la saison 2004-05. C'est le premier titre du club, en football, depuis six années et le premier de Txiki Begiristain en tant que directeur sportif. Dans la saison 2008/2009, après avoir effectué une excellente gestion dans les bureaux et sur le terrain, le FC Barcelone, avec Begiristain comme directeur technique et Guardiola sur le banc, il gagne les six titres qu'il espérait obtenir, la Coupe du Roi, la Ligue, la Ligue des champions, Supercoupe d'Espagne, Supercoupe d'Europe et le Mondial des clubs, étant ainsi la première équipe dans l'histoire du football à obtenir ces triomphes. Postérieurement, en janvier 2010 le FC Barcelone est élu "le meilleur club de l'histoire" par l'IFFHS.
En juin 2010, coïncidant avec la fin de mandat de Laporta, Begiristain a aussi annoncé sa sortie du club.

### Directeur technique de Manchester City
Le 28 octobre 2012, Manchester City annonce le recrutement de Txiki Begiristain au poste de directeur technique. Begiristain retrouve ainsi Ferran Soriano, ancien vice-président du FC Barcelone, devenu directeur général du club mancunien en 2012.
Le 14 janvier 2013, le président du FC Barcelone Sandro Rosell accuse Ferran Soriano et Txiki Begiristain de tenter de recruter de façon déloyale des joueurs et des employés du FC Barcelone, et de mettre à leur profit des informations confidentielles sur le club catalan.

## Palmarès
- Vainqueur de la Ligue des champions de l'UEFA : 1992  (FC Barcelone)
- Vainqueur de la Supercoupe de l'UEFA : 1992 (FC Barcelone).
- Finaliste de la Coupe des clubs champions européens : 1994 (FC Barcelone).
- Champion d'Espagne : 1991, 1992, 1993 et 1994 (FC Barcelone).
- Vainqueur de la Coupe d'Espagne : 1987 (Real Sociedad) et 1990 (FC Barcelone).
- International espagnol (22 sél., 6 buts).

### Sources
- (es) Cet article est partiellement ou en totalité issu de l’article de Wikipédia en espagnol intitulé « Txiki Begiristain » (voir la liste des auteurs).